# Serphitoidea
Serphitoidea (лат.) — надсемейство вымерших наездников из инфраотряда Proctotrupomorpha. Рассматривается близким к надсемейству Proctotrupoidea. Меловой период (Испания, Канада, Ливан, Мьянма, Сибирь, США).

## Описание
Мелкие наездники, длиной менее 4 мм. Голова гипогнатная, яйцевидная или закругленная, с выпуклой вершиной и закругленным в медиально вогнутый затылок; оцеллии присутствуют; торули почти смежные и слегка выступающие, рядом или ниже нижней касательной сложного глаза, у основания наличника; антенны коленчатые; жгутик без многопористых пластинчатых сенсилл, первый жгутик часто равен длине второго жгутика или немного длиннее его, жгутик состоит из 6—8 (Serphitidae) или 12 члеников (Archaeoserphitidae), слабо булавовидных или не булавовидных; сложные глаза большие и охватывают большую часть головы в профиль; нижние челюсти асимметричные, двузубые или трехзубые; губные и нижнечелюстные щупики присутствуют, но уменьшены, по-видимому, с менее чем 4 пальпомерами (губные щупики неизвестны для Archaeoserphitidae).
Serphitidae имеют двухчлениковый стебелёк между брюшком и грудью (сходно с муравьями подсемейства мирмицины): первый его членик (петиоль) вдвое длиннее второго (постпетиоля).

## Систематика
Serphitoidea включает два семейства и относится к кладе Bipetiolarida в составе инфраотряда Proctotrupomorpha. Некоторые авторы рассматривают в составе надсемейства Serphitoidea (вместе с Archaeoserphitidae) надсемейство Mymarommatoidea Debauche, 1948 в качестве одной из своих подгрупп. В 2020 году выделено в кладу Microprocta вместе с надсемействами Chalcidoidea, Platygastroidea, Diaprioidea, Mymarommatoidea, и семействами Jurapriidae, Trupochalcididae и Chalscelionidae.
- † Archaeoserphitidae
  - † Archaeoserphites
    - † Archaeoserphites melqarti Engel, 2015 (ливанский янтарь)
- † Serphitidae